# جيف مارتن (كرة سلة)
جيف مارتن (بالإنجليزية: Jeff Martin)‏ مواليد 14 يناير 1967 في تشيري فالي، هو لاعب كرة سلة أمريكي معتزل. بدأ مسيرته الاحترافية في سنة 1989. تم اختياره من قبل فريق لوس أنجلوس كليبرز خلال الدرافت. حمل الرقم 15. يبلغ طوله 6 قدم 5 بوصة (2.0 م). اعتزل اللعب في 2001.

## المسيرة الاحترافية
لعب مع لوس أنجلوس كليبرز من سنة 1989 إلى 1991، ثم لعب مع رير فينيزيا مستري في سنة 1992، ثم لعب مع نادي سرقسطة لكرة السلة في الدوري الإسباني في موسم 1992–1993، ثم لعب مع ستراسبورغ أي جي في الدوري الفرنسي في موسم 1994–1995، ثم لعب مع بالونكيستو فوينلابرادا في الدوري الإسباني في سنة 1996.

## روابط خارجية
- جيف مارتن على موقع إن بي أي (الإنجليزية)
- جيف مارتن على موقع سبورتس رفرنس (الإنجليزية)
- جيف مارتن على موقع الدوري الإسباني لكرة السلة (الإسبانية)
- جيف مارتن على موقع كرة السلة الأوروبية.كوم (الإنجليزية)
- جيف مارتن على موقع كلية كرة السلة في سبورتس رفرنس.كوم (الإنجليزية)
- جيف مارتن على موقع ريلجم (الإنجليزية)
- جيف مارتن على موقع بروبوليرز (الإنجليزية)
- جيف مارتن على موقع سبورتس رفرنس (الإنجليزية)